# Виноградов, Матвей Васильевич
Матвей Васильевич Виноградов (22 августа [3 сентября] 1899, Аленкино, Новгородская губерния — не ранее 1946, СССР) — советский военачальник, полковник (1939).

## Биография
Родился 22 августа 1899 года в деревне Аленкино Прягаевской волости Череповецкого уезда Новгородской губернии. Русский.
В Красной армии служил с апреля 1919 года. Участник Гражданской войны в России. 10 апреля 1919 года был направлен в 3-й запасной стрелковый полк в Петрограде. Позже был переведен в караульный батальон в Новгород, откуда в феврале 1920 года командирован на учебу на 1-е Петроградские пехотные командные курсы, по окончании которых в августе этого же года назначается командиром взвода 12-го запасного полка. В декабре 1920 года был переведен командиром взвода в Кронштадтский полк. После подавления Кронштадтского мятежа был назначен командиром взвода в 95-й стрелковый полк 11-й стрелковой дивизии, переименованный затем в учебно-кадровый полк, где служил до осени 1925 года.
В октябре 1925 года Виноградов был зачислен слушателем повторных курсов Ленинградского военного округа, в 1930 году прошел обучение на курсах «Выстрел». С сентября 1932 года командовал отдельным пулеметным батальоном в 31-й механизированной бригаде, а с мая 1935 года — отдельным батальоном боевого обеспечения в 9-й механизированной бригаде. С апреля 1937 года служил помощником командира 32-го стрелкового полка 11-й стрелковой дивизии Ленинградского военного округа, с октября 1938 года — в той же должности в 46-м стрелковом полку 16-й стрелковой дивизии. В январе 1939 года был назначен командиром 20-го стрелкового полка 7-й стрелковой дивизии. С мая 1939 по май 1940 года находился в спецкомандировке в Китае, по возвращении из которой был назначен заместителем командира 184-й стрелковой дивизии Прибалтийского военного округа. 3 июня 1941 года М. В. Виноградов вступил во временное командование этой дивизией, которая накануне войны входила в состав 29-го Литовского стрелкового корпуса 11-й армии.

### Великая Отечественная война
Участник Великой Отечественной войны с самого её начала. С боями 184-я дивизия отходила на восток. Утром 29 июня 1941 года остатки дивизии вышли в расположение 50-й стрелковой дивизии, входившей в состав 21-го стрелкового корпуса 13-й армии Западного фронта, после чего оставшийся личный состав был передан на укомплектование других частей Западного фронта, а полковник М. В. Виноградов 8 июля был назначен в штаб 11-й армии. В период с 15.08.1941 по 20.08.1941 был командиром 1-й Крымской стрелковой дивизии. В декабре 1941 года был направлен в распоряжение Военного совета Сибирского военного округа, затем откомандирован в распоряжение Главного управления кадров НКО. 16 января 1942 года Виноградов принял командование 63-й горнострелковой дивизией, которая в составе 44-й армии Крымского фронта вела оборонительные бои западнее города Керчь. 8 мая немецкие войска в ходе наступления нанесли удар по позициям этой дивизии и прорвали фронт её обороны. 13 мая полковник М. В. Виноградов был арестован и находился под следствием. Постановлением Военного прокурора Южно-Уральского военного округа от 15 ноября 1942 года в силу недоказанности предъявленного обвинения дело в отношении его было прекращено, однако он продолжал оставаться под арестом вплоть до 13 марта 1943 года, после чего был освобожден. До августа 1943 года М. В. Виноградов находился на лечении в госпитале, затем был назначен начальником Ярославского пехотного училища им. Харитонова. 13 ноября 1944 года был отстранен от руководства училищем и в декабре назначен временно исполняющим должность командира 92-й стрелковой дивизии. С января 1945 года её части в составе 59-й армии 1-го Украинского фронта участвовали в Висло-Одерской и Сандомирско-Силезской наступательных операциях. 11 марта 1945 года полковник Виноградов был отстранен от должности и назначен заместителем командира 115-го стрелкового корпуса.
После войны, с сентября 1945 года, состоял в распоряжении Главного управления кадров, в октябре был назначен начальником отдела боевой и физической подготовки Ставропольского военного округа. С июля 1946 года состоял в распоряжении Военного совета Северо-Кавказского военного округа. В августе 1946 года был уволен в запас по болезни.
Был женат на Виноградовой Анне Ефимовне, у них родились дети — Валентина, Василий, Сергей.

## Награды
- Награждён орденами Ленина, Красного Знамени, Кутузова 2-й степени, Отечественной войны 1-й степени, медалями и иностранным орденом.

## Источник
- Великая Отечественная. Комдивы : военный биографический словарь / [Д. А. Цапаев и др. ; под общ. ред. В. П. Горемыкина] ; М-во обороны Российской Федерации, Гл. упр. кадров, Гл. упр. по работе с личным составом, Ин-т военной истории Военной акад. Генерального штаба, Центральный архив. — М. : Кучково поле, 2014. — Т. III. Командиры стрелковых, горнострелковых дивизий, крымских, полярных, петрозаводских дивизий, дивизий ребольского направления, истребительных дивизий (Абакумов — Зюванов). — С. 466—468. — 1102 с. — 1000 экз. — ISBN 978-5-9950-0382-3.